# Бомбардировка на Барселона
Бомбардировката на Барселона е серия от въздушни удари, извършени от Легион „Кондор“ и италианската Легионерска авиация, подкрепящи ръководената от Франсиско Франко националистическа бунтовническа армия, по време на Гражданската война в Испания. До 1 300 души са убити и най-малко 2 000 са ранени.

## Бомбардировката
Между 16 и 18 март 1938 г. Барселона е бомбардиран от италианската Легионерска авиация, клон на италианските военновъздушни сили, сражаващи се в Испанската гражданска война. Тези бомбардировачи летят от Майорка с испанска маркировка. Първият нальот е в 22:00 часа на 16 март от германските изтребители Heinkel He 51. След това има още седемнадесет въздушни нападения от италиански бомбардировачи Savoia-Marchetti SM.79 и Savoia-Marchetti SM.81 на интервали от три часа до 15:00 часа на 18 март. През нощта на 18 март работническите квартали са силно засегнати. Испанските републикански военновъздушни сили (FARE) не изпращат изтребители в Барселона до сутринта на 17 март.
Барселона притежава слаба противовъздушна отбрана и никакво въздушно прикритие, което прави града практически беззащитен. Бомбардировачите безшумно летят над града на голяма надморска височина и включавт двигателите си само след като пускат бомбите, което означава, че няма предупреждение и бомбардировачите не могат да бъдат засечени, докато бомбите не поразяват целта. Италианците използват бомби със забавен предпазител, предназначени да преминават през покривите и след това да експлодират вътре. Повтарящата се вълна от атаки, извършвани от италианците, прави алармите за въздушно нападение в града без значение, тъй като вече няма да е ясно дали сирените обявяват началото или края на атаката.
Италианските бомбардировачи хвърлят 44 тона бомби. Вместо да се насочват към военни цели, италианците възнамеряват да унищожат индустриалните зони на града и да деморализират републиканската страна. Техните декларирани цели са военни складове, оръжейни фабрики, влакове с войници и пристанището, но граждански сгради, кина, консулства и театри също биват ударени или унищожени по време на бомбардировките.